# Столбино
Сто́лбино (укр. Стовбине) — село Дибровского сельского совета, Миргородского района, Полтавской области Украины.
Код КОАТУУ — 5323281807. Население по переписи 2001 года составляло 269 человек.
Село указано на трёхверстовке Полтавской области. Военно-топографическая карта1869 года как хутор Столбин.

## Географическое положение
Село Столбино находится на расстоянии в 0,5 км от села Показовое.
По селу протекает пересыхающая речушка с запрудами.

## Экономика
- Молочно-товарная ферма.